# Tales of Legendia
Tales of Legendia (テイルズ オブ レジェンディア), es un videojuego de rol desarrollado y distribuido por Namco para la consola de juegos PlayStation 2. Su lanzamiento en Japón ocurrió el 25 de agosto de 2005 y en Estados Unidos el 7 de febrero de 2006. Es el séptimo título de la serie Tales of y el único que no fue desarrollado por el grupo de programación WolfTeam de Namco, sino que por Project MelFes también de Namco.

## Historia
Senel Coolidge, un joven experto en eres, está en un bote a la deriva en el océano con su hermana Shirley. Mientras la comida se agota y las fuerzas disminuyen, ven como una isla en el horizonte aparece entre la niebla y se acerca al bote a una sorprendente velocidad, provocando que las olas se traguen al bote. Al despertar Senel y Shirley en la costa, se dan cuenta de que la isla en la que están es realmente un gigantesco barco llamado Legacy.
Tales of Legendia es único entre los juegos de rol japoneses, ya que en realidad está compuesto de dos aventuras. La primera es la típica aventura en la que hay que "salvar al mundo", de la que consisten la mayoría de estos juegos. Sin embargo, al terminar el juego, y después de los créditos y la canción de turno, comienza una segunda aventura. Esta consiste en unas "aventuras de personajes", diseñadas para explorar los problemas y pasados de cada uno de ellos. También hay una historia secundaria que muestra las diferentes "aventuras de personajes" juntas.

## Sistema de juego
Los sistemas de batallas de Tales of Legendia, llamado Linear Motion Battle System, es similar al presentado en sus antecesores, que básicamente se trata de un sistema de lucha en tiempo real contra los enemigos del juego(de manera similar a clásicos "rompebotones" en 2D como Final Fight), donde tu manejas a un personaje, mientras que los demás(por lo general 3) son controlados por la CPU, a diferencia del sistema que utiliza, por ejemplo Final Fantasy, donde se controlan a todos los personajes del grupo a través de turnos.
En Tales of Legendia, el Eres (EH-res) es el arte de manipular energías encontradas en el aire y usarlas para desarrollar características extraordinarias. A la persona que usa Eres se le conoce como un "eren" (EH-ren). Estas habilidades de los eres han aparecido en juegos anteriores de la serie Tales, y están divididos en dos categorías: Iron (Hierro) y Crystal. Las habilidades Eres, son lo que en juegos de lucha se conoce como "supers" y actúan de manera similar en las batallas del juego. Incluso se puede hacer que los personajes de nuestro grupo, ataquen de manera simultánea a un personaje enemigo, combinando los "supers" de cada uno, como en los juegos de la serie VS de Capcom.
Se ha criticado el sistema de batalla del juego por considerarlo un retroceso con respecto a sus antecesores en la serie, debido a su falta de innovaciones, por omitir características de juegos anteriores (como el modo multijugador o las Mystic Artes). Estas carencias se podrían explicar por el hecho de que el juego fue desarrollado por un grupo de programación interno de Namco llamado Project MelFes, en lugar de Wolfteam, que es el grupo programador habitual de la serie.

## Banda sonora
La banda sonora del juego fue hecha por el compositor de Namco, Masaru Shiina(conocido como Go Shiina), en vez de Motoi Sakuraba, el compositor habitual de la serie. Tiene estilos musicales tan diversos como jazz, sinfónico o rock. Es una de las características mejor criticadas del juego y uno de los trabajos más conocidos del compositor.
- Datos: Q1192752